# 鎌倉 (列車)
鎌倉（かまくら）は、東日本旅客鉄道（JR東日本）が吉川美南駅 - 鎌倉駅間を武蔵野線・東海道本線・横須賀線経由で運行している臨時特急列車。
おおむね通年の土休日を中心に運行されている。もとは「ホリデー快速鎌倉」として運行されていたが、2022年度秋季（10月）から特急に格上げされた。
なお、本稿ではかつて運転された各路線からの鎌倉方面への臨時列車についても記載する。

## 概要

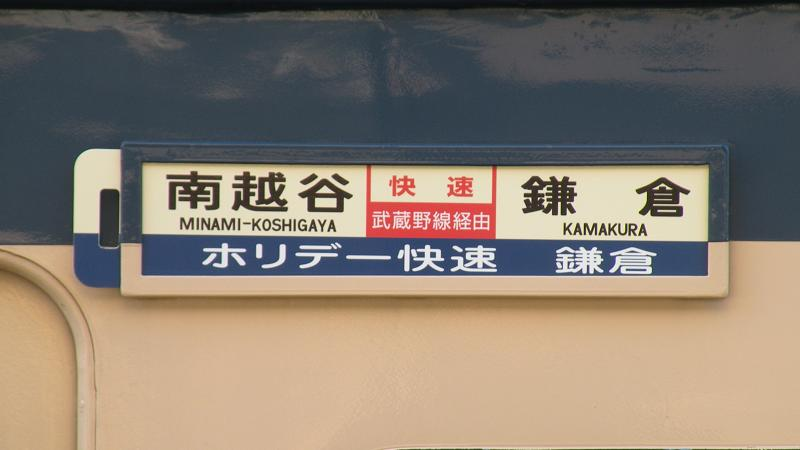
南越谷発着「ホリデー快速鎌倉」時代の行先標

吉川美南駅 - 鎌倉駅間を武蔵野線・東海道本線・横須賀線経由で結んでおり、定期旅客列車の運行されない貨物線を経由することが特徴である。
運行開始当初は東北本線小山駅発着であったが、1993年秋季から大宮駅、2011年冬季から南越谷駅、2021年秋季から吉川美南駅発着に変更された。

## 運行概況
1990年の運行開始以来、おおむね通年の土休日に運転されている。
吉川美南駅から武蔵野線を経由して新鶴見信号場に至り、鶴見駅から東海道本線・横須賀線を経由して鎌倉駅に向かう。

### 停車駅
吉川美南駅 - 南越谷駅 - 武蔵浦和駅 - 北朝霞駅 - 新秋津駅 - 西国分寺駅 - 横浜駅 - 北鎌倉駅 - 鎌倉駅
- 鶴見駅ではホームのない線路上で運転停車し、乗務員を交代する。また同駅を境に列車番号が変わる[1]。京急本線・花月総持寺駅付近で東海道線旅客線（吉川美南行きは東海道貨物線）に転線する。
- 横浜駅では横須賀線ホームではなく、東海道線ホームに到着する。同駅構内で横須賀線の線路（吉川美南行きは東海道線列車線）に転線する。
- 鎌倉駅には列車折り返し用の設備がないため、客扱い終了後は逗子駅まで回送される。その後逗子→大船と回送され、大船駅構内の留置線で夕刻まで待機する。上り列車は大船→逗子→鎌倉と回送され、鎌倉駅から客扱いを開始する。
- 武蔵野線鶴見駅 - 府中本町駅間にはJR東日本の営業キロが設定されているが[3]、この区間で有効な乗車券は販売されておらず、南武線南多摩駅・武蔵小杉駅・品鶴線新川崎駅経由の乗車券で利用することになる。
- 「ホリデー快速鎌倉」として運行されていたときには越谷レイクタウン駅、南浦和駅、新座駅、東所沢駅、北府中駅、大船駅にも停車していた。

## 使用車両
1990年の登場から2013年夏季までは基本的に、近郊型である115系で運行されていた。それ以降は特急型電車による運行となっている。
- 115系
  - 運行開始時から使用されていた。
  - 2001年度冬期までは小山電車区所属の7両編成もしくは4両編成2本併結の8両で運行された。
  - 2002年度冬期から2013年夏季までは、後述の例外を除き、豊田電車区（2007年から豊田車両センター）の6両編成（M40編成）がほぼ専用されていた[1][4]。

- 165系・169系
  - 2002年の春期と夏期に新前橋電車区所属のモントレー色車が使用された[1]。
  - 2002年秋期に三鷹電車区所属の三鷹色車が使用された[1]。

- 183系
  - 2012年秋期から2013年春期と2013年秋季に使用された。大宮総合車両センター東大宮センター所属の6両編成が使用された[5]。

- 185系
  - 2013年冬季から2018年夏季まで使用された。大宮総合車両センター東大宮センター所属の6両編成で運行されていた。

- E257系
  - 2018年秋季から2024年3月まで使用されていた。当初は幕張車両センター所属の500番台5両編成で運行された。
  - 2021年10月から2024年3月までは大宮総合車両センター東大宮センター所属の5500番台5両編成で運行されていた。

- E653系
  - 2024年3月16日からは勝田車両センター所属のK70・71編成7両編成で運行。

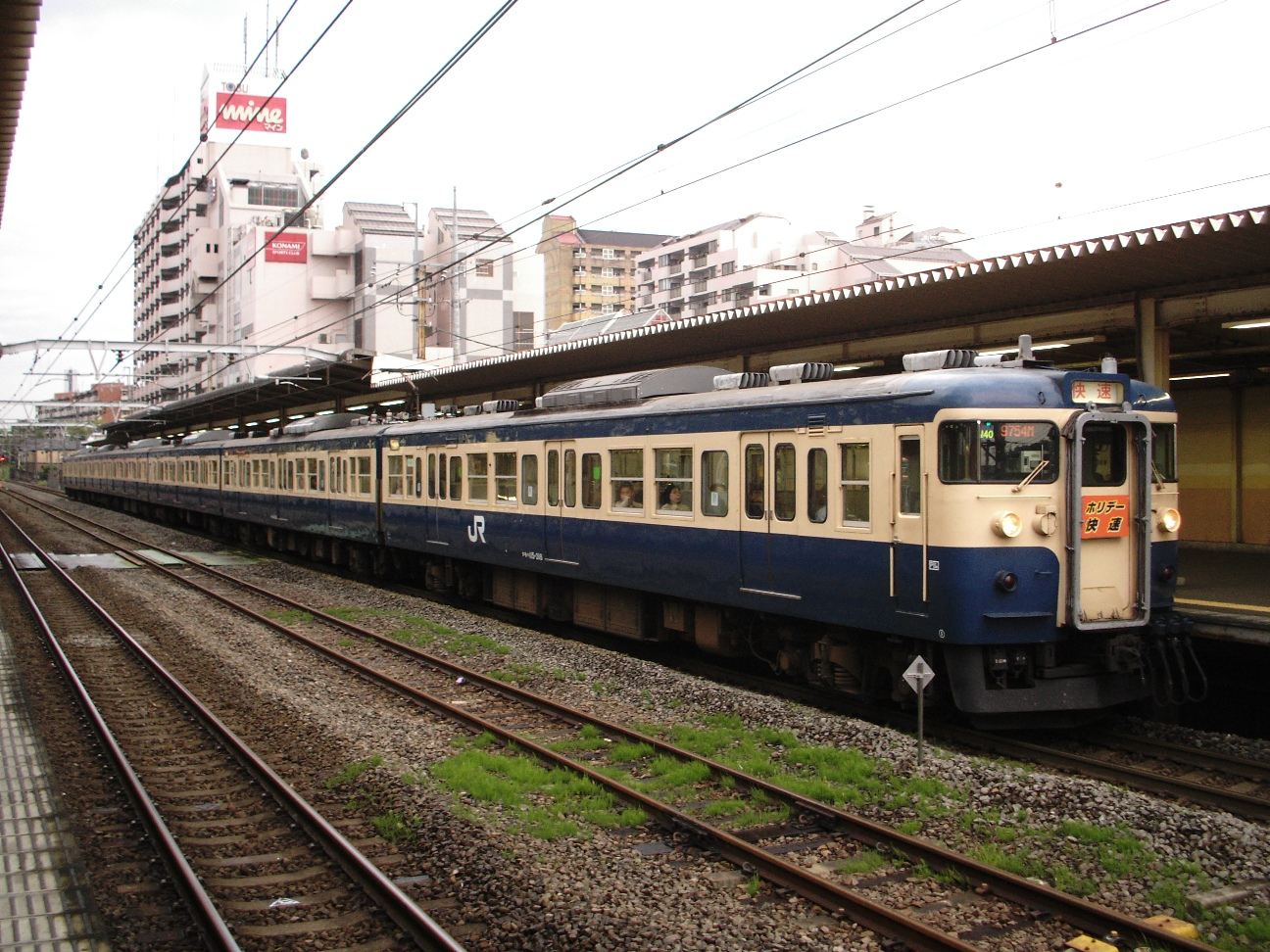
115系での運行（西国分寺駅）
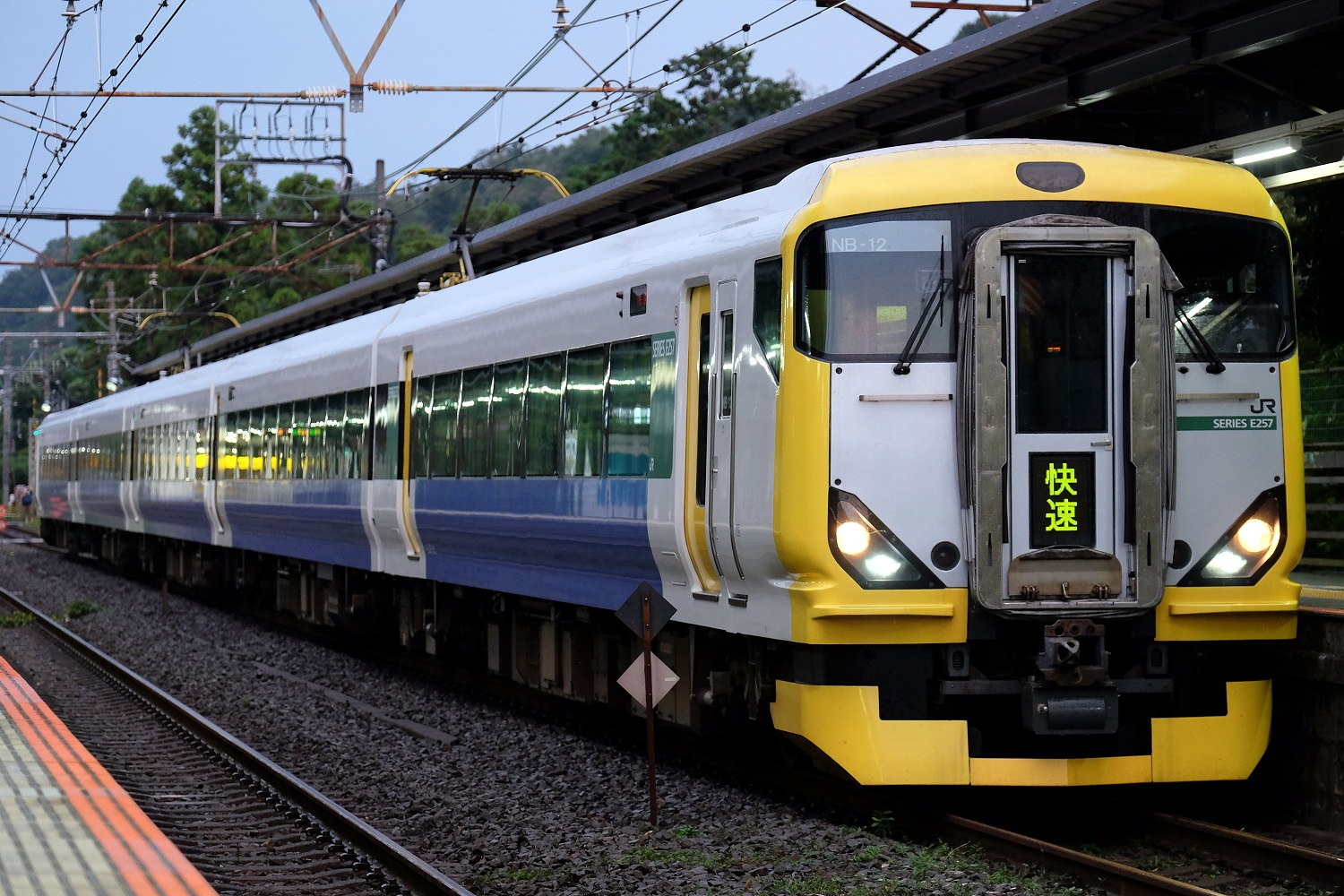
E257系500番台での運行
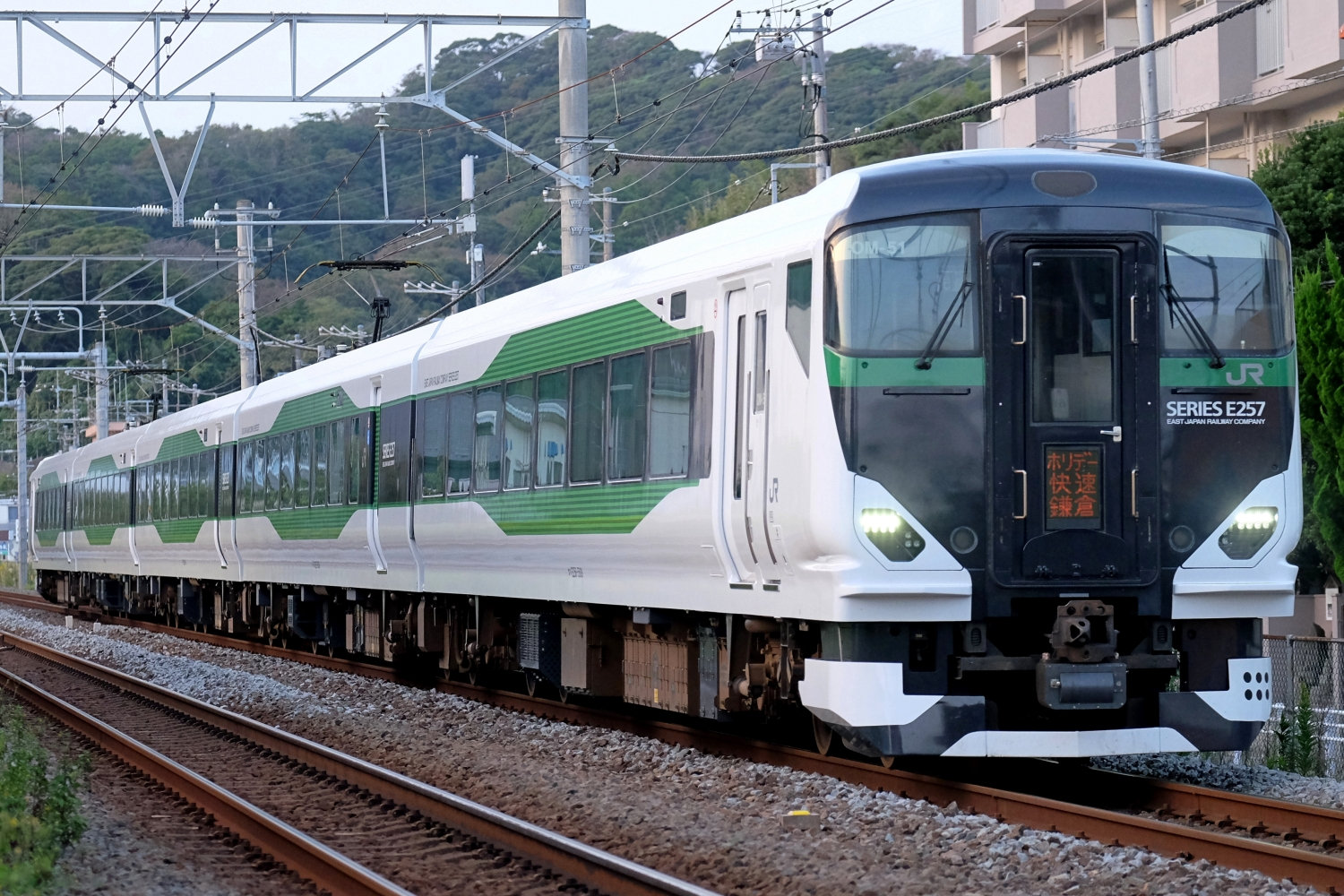
E257系5500番台での運行

## かつて運転された同様の列車

### ホリデー快速鎌倉（小山駅発着）
1990年から1993年の間、宇都宮線小山駅と鎌倉駅間で運行された「ホリデー快速鎌倉」の停車駅は以下のとおり。1993年春季以降、大宮駅 - 鎌倉駅間の運行に短縮された。
- 小山駅 -（各駅停車）- 大宮駅 - 北朝霞駅 - 東所沢駅 - 新秋津駅 - 西国分寺駅 - 横浜駅 - 大船駅 - 北鎌倉駅 - 鎌倉駅

2001年には「ホリデー快速鎌倉」が再び小山駅発着で運行されたが、この時は宇都宮線内も快速運転となった。停車駅は以下のとおり。
- 小山駅 - 古河駅 - 久喜駅 - 蓮田駅 - 大宮駅 - 北朝霞駅 - 東所沢駅 - 新秋津駅 - 西国分寺駅 - 横浜駅 - 大船駅 - 北鎌倉駅 - 鎌倉駅

### おはようとちぎ＆かまくら
1996年には前年のダイヤ改正で新設された宇都宮線の新特急「おはようとちぎ」2号（宇都宮駅発 新宿駅行き）の運転区間を延長する形で、宇都宮駅と鎌倉駅の間に特急「おはようとちぎ＆かまくら」が運行された。鎌倉行きのみで宇都宮行きは運行されなかった。停車駅は以下のとおり。使用車両は、「おはようとちぎ」2号と同じ田町電車区（→田町車両センター→現・東京総合車両センター田町センター）の185系7両編成。
- 宇都宮駅 - 石橋駅 - 小山駅 - 古河駅 - 久喜駅 - 蓮田駅 - 大宮駅 - 赤羽駅 - 池袋駅 - 新宿駅 - 横浜駅 - 大船駅 - 北鎌倉駅 - 鎌倉駅

### ホリデー快速ときわ鎌倉

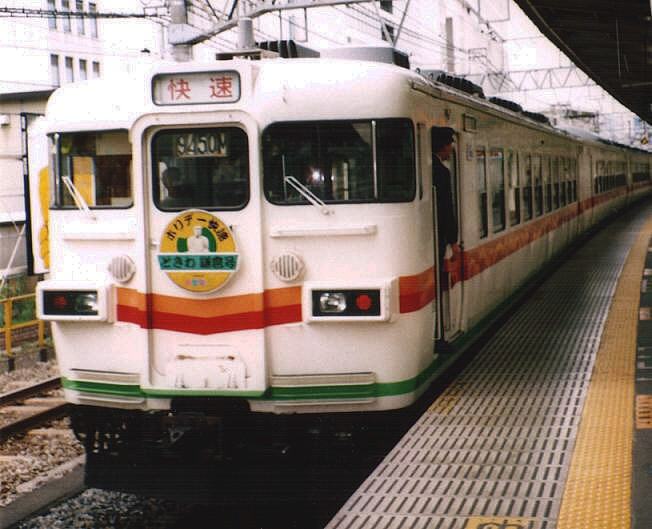
「ホリデー快速ときわ鎌倉」号。車両は167系アコモ改善車。
（2002年3月23日）

勝田駅・取手駅 - 鎌倉駅間を常磐線、山手貨物線、東海道本線、横須賀線経由で運行していた臨時快速列車。
常磐線貨物支線を経由し、田端操車場でスイッチバックをして山手貨物線に入った。特に運転開始当初は田端操車場での停車時間が長く、取手行きは約45分間停車していた。 
湘南新宿ライン開通以降、山手貨物線の容量が逼迫したため、設定されなくなり、常磐線内と横浜・鎌倉方面を結ぶ列車は「ぶらり鎌倉号」に引き継がれた。 
なお、常磐線三河島駅 - 田端駅間はJR東日本の営業キロが設定されており、かつ大都市近郊区間には含まれていないが、経路を指定した専用の乗車券が発売された記録はなく、運賃は事実上日暮里駅経由で計算された。

#### 停車駅
勝田駅 - 水戸駅 - 友部駅 - 石岡駅 - 土浦駅 - （この間各駅停車） - 取手駅 - 我孫子駅 - 柏駅 - 松戸駅 - 北千住駅 - 南千住駅 - 池袋駅 - 新宿駅 - 横浜駅 - 大船駅 - 北鎌倉駅 - 鎌倉駅
- 運行開始時点では南千住駅は通過していた。

#### 使用車両
初めは幕張電車区（現・幕張車両センター）の165系＋169系6両、2番目は田町電車区（現・田町車両センター）の167系アコモ改善車8両、次は勝田電車区（現・勝田車両センター）の415系（403系）7両（全車セミクロスシート編成）、最終設定時は再び田町電車区の167系（2番目に同じ）が使用された。

### 快速鎌倉物語
2004年から2005年の多客期には、宇都宮駅と鎌倉駅間に全車指定席の多客期臨時「快速鎌倉物語」が189系「彩野」編成（小山車両センター配置。後に大宮総合車両センターへ転属）で運行された。「快速鎌倉物語」は夏季と冬季で異なる経路で運行された。冬季の経路および停車駅は以下のとおり。
- 宇都宮駅 - 石橋駅 - 小山駅 - 古河駅 - 栗橋駅 - 久喜駅 - 蓮田駅 - 大宮駅 - 北朝霞駅 - 新座駅 - 東所沢駅 - 新秋津駅 - 西国分寺駅 - 横浜駅 - 大船駅 - 北鎌倉駅 - 鎌倉駅

2004年春季 - 夏季は新宿経由での運行となった。停車駅は以下のとおり。
- 宇都宮駅 - 石橋駅 - 小山駅 - 古河駅 - 栗橋駅 - 久喜駅 - 蓮田駅 - 大宮駅 - 池袋駅 - 新宿駅 - 横浜駅 - 大船駅 - 北鎌倉駅 - 鎌倉駅

### ホリデー快速鎌倉路・快速湘南ビーチ・ホリデー快速あかぎ鎌倉
1995年より2001年秋季まで、多客期に高崎線高崎駅と鎌倉駅（1996年の夏季以降は逗子駅）間で運行された「ホリデー快速鎌倉路」および「快速湘南ビーチ」の停車駅は以下のとおり。1997年以降は名称を「ホリデー快速あかぎ鎌倉」に変更し、またその後、運行区間を伊勢崎駅発着に延長している。新前橋電車区（現・高崎車両センター）の169系9両（3連x3）で運行され、一部座席が指定席であった。
- （伊勢崎駅 -（各駅停車）- #）高崎駅 - 新町駅 - 本庄駅 - 深谷駅 - 熊谷駅 - 鴻巣駅 - 桶川駅 - 上尾駅 - 大宮駅 - 赤羽駅* - 池袋駅** - 新宿駅 - 横浜駅 - 大船駅 - 北鎌倉駅 - 鎌倉駅（- 逗子駅##）

*：赤羽駅は鎌倉方面行きのみ停車、　**：池袋駅は高崎行きのみ停車、　#：1999年以降は伊勢崎駅発着、　##：1996年夏季以降は逗子駅発着

### ぶらり鎌倉号・ぶらりお座敷鎌倉号
いわき駅 - 鎌倉駅間を常磐線・武蔵野線・東海道本線・横須賀線経由で運行されていた臨時急行列車。
毎年、鎌倉市周辺のアジサイなどの見頃である6月から7月上旬、および紅葉シーズンの11月から12月、および鶴岡八幡宮の初詣シーズンである1月の土曜日・日曜日・祝日に運行されていた。ただし他の時期（例：「駅からハイキング」開催にあわせて）でも運行されることがあった。
また、時期によっては「ぶらりお座敷鎌倉号」が運転されることもあった。
なお、11月と1月には同じ車両で「ぶらり高尾散策号」も運行されていたため、その場合は当列車は運休となった。
2015年3月14日の上野東京ライン開業に伴い、「ぶらり横浜・鎌倉号」へ移行することになり、2014年11月の鎌倉の紅葉時期の運転が最後となった。なお、「ぶらりお座敷鎌倉号」については、2015年1月の鶴岡八幡宮初詣シーズンの運転が最後となった。
また、武蔵野線内と横浜・鎌倉方面を結ぶ列車は「ホリデー快速鎌倉号」に引き継がれることとなった。

#### 停車駅
2014年6月（柏駅停車復活後）以降、2015年1月の運行終了までの停車駅を示す。
いわき駅 - 湯本駅 - 泉駅 - 磯原駅 - 高萩駅 - 日立駅 - 常陸多賀駅 - 大甕駅 - 東海駅 - 勝田駅 - 水戸駅 - 赤塚駅 - 友部駅 - 石岡駅 - 土浦駅 - 牛久駅 - 佐貫駅 - （柏駅） - （南流山駅） - 新秋津駅 - 横浜駅 - 北鎌倉駅 - 鎌倉駅
- （）は、「ぶらりお座敷鎌倉号」は通過

運行開始時点では柏駅にも停車していたが、「フレッシュひたち」との誤乗防止のため開始して早々に通過駅となった。しかし、2013年以降は「フレッシュひたち」が基本的にE657系での運行に変わったこともあり、2014年からは柏駅停車が復活した。
2007年3月18日ダイヤ改正で南越谷駅・南浦和駅・北朝霞駅も通過に変更された。他にも勿来駅・十王駅に停車していたこともあった。さらに2010年の途中から取手駅 ・我孫子駅も通過駅に変更されている。
2012年6月からは東所沢駅・西国分寺駅も通過に変更されたため、武蔵野線内の停車駅は新秋津駅のみとなった。その後、2014年の柏駅停車復活にあわせ、新たに南流山駅にも停車するようになった。
当初は自由席が1両設定されていたが、それ以降は全席指定席となった。

#### 使用車両
2014年11月以降は、勝田車両センター所属の651系が使用されていた。
当初はE653系7両編成を使用していたが、のちに勝田所属の485系6両編成（K60編成）に変更された。2013年6月からは、E653系7両編成が再び使用されていた。E653系での運転は特急「いなほ」への転用が進められていたため、2014年6月（アジサイ見頃時期の運転）が最後となった。なお、485系での運行時には、画像にもあるように「ぶらり鎌倉号」専用のヘッドマークが備えられていた。
「ぶらりお座敷鎌倉号」は同センター所属の485系お座敷列車編成「リゾートエクスプレスゆう」が充当された。

### 横浜ベイエリア号
「ぶらり鎌倉号」の運転開始と同時に運転開始した、いわき駅 - 鎌倉駅間を常磐線、武蔵野線、東海道本線（高島線）、根岸線、横須賀線経由で運行していた臨時急行列車。 
鶴見 - 東高島 - 桜木町間の東海道本線貨物支線（通称「高島線」）を経由する数少ない営業列車であった。
横浜港開港150周年として運転された2009年7月を最後に運転されていない。 

#### 停車駅
いわき駅 - 湯本駅 - 泉駅 - 勿来駅 - 磯原駅 - 高萩駅 - 日立駅 - 常陸多賀駅 - 大甕駅 - 東海駅 - 勝田駅 - 水戸駅 - 赤塚駅 - 友部駅 - 石岡駅 - 土浦駅 - 牛久駅 - 佐貫駅 - 東所沢駅 - 新秋津駅 - 西国分寺駅 - 桜木町駅 - 石川町駅 - 北鎌倉駅 - 鎌倉駅
- 鶴見駅で乗務員交代のため、ホームのないところで運転停車していた。これ以外の駅でもダイヤの都合上運転停車することがあった。

#### 使用車両
「ぶらり鎌倉号」と同様にE653系や485系が使用されていた。

### ぶらり横浜・鎌倉号
上野東京ラインの開業以降である2015年4月5日に運行を開始した。前述の「ぶらり鎌倉号」では、鎌倉の観光シーズンにあわせた運転であったが、列車名に「横浜」がついたこともあり、鎌倉の観光シーズンに捉われず他の時期にも運行されることになった。
前身の「ぶらり鎌倉号」よりいわき駅発着で急行列車として運転を行っていたが、2017年6月の運行を以っていわき駅 - 日立駅間の運行を廃止し、日立駅発着に変更となり、2018年4月の運行から快速列車に格下げされ、新たに取手駅・松戸駅・北千住駅が停車駅に追加された。これにより、同じく常磐線の臨時列車である「ぶらり高尾散策号」や、「舞浜・東京ベイエリア号」も日立駅発着の快速列車のため、常磐線の主だった臨時列車は日立駅発着の快速列車に統一されることになった。
当初は「ぶらり鎌倉号」と同様に、引き続き車内販売を実施していたが、2016年以降は車内販売を行わなくなっている。
2018年6月を最後に設定がなく、使用車両であった651系0番台についても2019年に基本編成が全廃となり運用を終了した。廃止に伴い、急行の種別がJRから完全に消滅した。

#### 停車駅
（いわき駅 - 湯本駅 - 泉駅 - 磯原駅 - 高萩駅 - ）日立駅 - 常陸多賀駅 - 大甕駅 - 東海駅 - 勝田駅 - 水戸駅 - 赤塚駅 - 友部駅 - 石岡駅 - 土浦駅 - 牛久駅 - 佐貫駅 - 取手駅 - 柏駅 - 松戸駅 - 北千住駅 - 上野駅 - 東京駅 - 品川駅 - 横浜駅 - 北鎌倉駅 - 鎌倉駅
- （）のいわき駅 - 日立駅間は、2017年7月以降は運転がない。

武蔵野線経由から上野東京ライン経由への変更に伴い、新たに上野駅・東京駅・品川駅に停車するようになった一方、武蔵野線を経由しないため南流山駅・新秋津駅は停車駅から外れている。
上野東京ライン経由のため速達化されており、2014年11月運行の「ぶらり鎌倉号」と比較し、いわき駅発鎌倉駅行きが37分、鎌倉駅発いわき駅行きが56分短縮されている。なお、春季 - 初秋にかけての運転は、いわき駅 - 柏駅（正確には武蔵野線への貨物線始点である北小金駅付近）間については「ぶらり鎌倉号」と比較してダイヤの変更はないため、単純に横浜・鎌倉での滞在時間が90分強増えることになる。晩秋（紅葉時期） - 冬季については、日没前後の16:50に鎌倉駅を発車するため早まる。よって復路ではダイヤが異なるため、例えば上野駅の停車時間が異なり、春季・夏季シーズンでは6分(18:56 - 19:02)に対して、秋季・冬季シーズンでは1分(17:43 - 17:44)である。そのため鎌倉駅 - いわき駅の所要時間は、前者が4時間11分に対して、後者が3時間48分と差があった。しかし、2017年10月ダイヤ改正で鎌倉駅の発車が16:22に繰り上がり、上野駅の停車時間が１分(17:16 - 17:17)に変更とともに2018年の春季・夏季シーズンも左記のダイヤに統一された。

#### 使用車両
引き続き、勝田車両センター所属の651系が使用された。

## 沿革
- 1990年 - 小山駅 - 鎌倉駅間で「ホリデー快速鎌倉」（武蔵野線経由）運行開始。この時の列車愛称は、鎌倉行きが「ホリデー快速鎌倉1号」、小山行きが同「2号」であった[2]。
- 1993年 - 秋季より運行区間を大宮駅以南に短縮し、列車名に付された号数（1号・2号）を省略[1][2]。
- 1995年 - 高崎駅 - 鎌倉駅間で「ホリデー快速鎌倉路」（新宿経由）運行開始[2]。
- 1996年 -
  - 夏季、高崎駅 - 逗子駅間に快速「湘南ビーチ」運行。この後、「ホリデー快速鎌倉路」の運行区間が逗子駅発着に延長された[2]。
  - 秋季より宇都宮駅 - 鎌倉駅間に臨時特急「おはようとちぎ＆かまくら」（新宿経由）運行（鎌倉行きのみ）。1997年春季まで[2]。
- 1997年 - 「ホリデー快速鎌倉路」を「ホリデー快速あかぎ鎌倉」に改称[2]。
- 2001年 - 「ホリデー快速鎌倉」の運行区間を小山駅発着に延長[2]。
- 2002年 - 2001年12月の湘南新宿ライン運行開始に伴い、2002年春季の運行を休止。秋季より「ホリデー快速むさしの」の間合い運用として運行を再開[1]。
- 2004年 - 宇都宮駅 - 鎌倉駅間に全車指定席の快速「鎌倉物語」が運行される[2]。団体専用列車に使用される183系電車「彩野」を使用。
- 2011年 - 冬季から運行区間を大宮駅発着から、南越谷駅発着に変更。
- 2013年 - 9月23日をもって、115系M40編成での運転を終了[4]。使用車両が183系または185系となる。
- 2018年 - 6月を最後に急行「ぶらり鎌倉号」の設定がなくなる。また、「ホリデー快速鎌倉」の使用車両が夏季をもって、185系での運転を終了。使用車両がE257系500番台に、全車指定席となる。

- 2021年 - 9月26日をもって、E257系500番台での運転を終了。10月9日から運行区間を南越谷駅発着から吉川美南駅発着に変更、使用車両がE257系5500番台となる[12]。
- 2022年 - 10月1日以降に運行される臨時列車を「ホリデー快速鎌倉」から特急「鎌倉」に変更、越谷レイクタウン駅、南浦和駅、東所沢駅、大船駅が停車駅から外れた。
- 2024年 - 3月16日のダイヤ改正で使用車両をE653系に変更[13]。